# Heinrich XIII Prins Reuss
Heinrich XIII Prins Reuss, född 4 december 1951 i Büdingen, är en tysk adelsman. Han är son till prins Heinrich I Reuss och hertiginnan Woizlawa Feodora av Mecklenburg, den senare enda barnet till den tyske kolonialpolitikern hertig Adolf Fredrik av Mecklenburg-Schwerin. År 2022 greps han, misstänkt för förberedelse till statskupp.

## Biografi
Reuss tillhör huset Reuss som har anor till 1100-talet och som fram till de tyska monarkiernas fall 1918 styrde de två mikrostaterna Reuss-Greiz och Reuss-Gera. Reuss har ägnat mycket av sin förmögenhet på stämningar för att återfå alla lösa och fasta tillgångar som den sovjetiska ockupationszonen exproprierade från huset Reuss 1945.
Han har arbetat som fastighetsutvecklare, och drev ett företag vid namn Büro Prinz Reuss i Frankfurt, som producerade mousserande vin.
Reuss gifte sig 1989 med iranskfödda Susan Doukht Jalali och de har dottern Elena, född 1989, och sonen Heinrich XXVIII född 1991. Makarna är skilda och hon använder namnet prinsessan Susan Reuss och arbetar som naturläkare samt har tjänstgjort som Tysklands attaché i UNESCO för dess program Education for Children in Need.

### Politiska ståndpunkter
Många av Reuss ståndpunkter stämmer överens med monarkismen. Han anser att avskaffandet av den tyska monarkin "skapade så mycket lidande" och har krävt återupplivandet av de rättsliga strukturerna som fanns före 1918. Han har talat för låg schablonskatt för alla medborgare, och för skuldbaserade affärsmodeller, och 10-procentsränta i det tidigare furstendömet Reuss. Han hävdar att den moderna tyska regeringen och Europeiska unionen är mer avlägsna och otillgängliga än de gamla tyska furstarna. Reuss menar också att Tyskland är en vasallstat sedan andra världskriget.
På World Web Forum i Zürich 2019 höll Reuss ett tal där han anklagade Rothschilds och frimurarna att vara skyldiga till 1900-talets krig, och uttryckte starka antisemitiska konspirationsteorier. I augusti 2022 deltog Reuss i en officiell mottagning som hölls av Thomas Weigelt, borgmästaren i Bad Lobenstein, och känd för att sympatisera med Reichsbürgerrörelsen.

### Inblandning i kupplan 2022
Den 7 december 2022 arresterades Reuss i sitt hem i Frankfurt am Main under en omfattande razzia efter påstådd sammanblandning med högerextrema konspiratörer som planerade en statskupp.
Enligt polisen var kuppens konspiratörer, som inkluderade tidigare förbundsdagsmedlemmen Birgit Malsack-Winkemann, förespråkare för Reichsbürgerrörelsen som hoppades kunna installera den 71-årige Reuss som ny statschef. Reuss jaktstuga Jagdschloss Waidmannsheil i Saaldorf, Thüringen påstås vara platsen för vapenlager och möten angående kuppen.
Konspiratörerna ska ha planerat att samarbeta med Ryssland, men enligt Tysklands federala åklagarmyndighet fanns det inget som tydde på att ryssarna reagerade positivt på deras begäran.
En talesperson från den ryska ambassaden i Berlin förnekade all inblandning. Kremls talesman Dmitry Peskov sa att det "tycks vara ett tyskt internt problem".
Huvudmannen för huset Reuss, furst Heinrich XIV av Reuss-Köstritz, och dennes familj tog helt avstånd från Reuss, efter att denne arresterats i december 2022 och kallade sin släkting en "förvirrad gammal man" och "en marginell figur". Han påpekade också att deras sista gemensamma förfader levde i början av 1800-talet. Han sa att Reuss beteende var en katastrof för familjen, vars arv som toleranta och kosmopolitiska nu förknippades med terrorister, reaktionärer och högerextremism. Heinrich XIV menade vidare att Reuss regeringsfientliga åsikter härrör från hans förbittring mot det tyska rättssystemet för dess underlåtenhet att erkänna hans anspråk på familjeegendomar exproprierade i slutet av andra världskriget.
Den 21 maj 2024 inledes rättegången i ett av de mest omtalade brottsfallen i Tyskland på senare år.  